# Groß Nemerow
Groß Nemerow ist eine Gemeinde im Landkreis Mecklenburgische Seenplatte in Mecklenburg-Vorpommern (Deutschland). Sie wird vom Amt Stargarder Land mit Sitz in der Stadt Burg Stargard verwaltet.

## Geografie
Die Gemeinde Groß Nemerow liegt etwa zehn Kilometer südlich von Neubrandenburg und 14 Kilometer nördlich von Neustrelitz. Die Ortsteile Klein Nemerow und Tollenseheim liegen am Ufer des Tollensesees.

## Gemeindegliederung
Zur Gemeinde gehören die Ortsteile Groß Nemerow, Klein Nemerow, Krickow, Tollenseheim und Zachow.

## Geschichte
Der Ortsname Nemerow stammt, wie die Endung -ow erwarten lässt, aus slawischer Zeit. Ein Dorf Nemerow (urkundlich 1170: Nimyrow, 1244: Nimirow, 1298: Nemerow = Ort des Nemir (Unfried)) gehörte angeblich zu den Ortschaften, welche 1170 dem Stift Havelberg zur Gründung des Klosters Broda geschenkt worden sein sollen. Die das besagende Urkunde (MUB 95, 563) hat sich jedoch als Fälschung/Modifikation aus späterer Zeit erwiesen.
Im 13. Jahrhundert wurde die Gemarkung Nemrow in Groß und Klein Nemerow geteilt.

Im Jahre 1298 kaufte sie Ulrich Swave, Komtur des Johanniterordens von Braunschweig und Gardow Land bei Klein Nemerow am Tollensesee und errichtete eine Komturei. Beide Dörfer blieben fortan Ordensbesitz, gelangten erst 1648 endgültig zu Mecklenburg und wurden mit allen anderen Besitzungen der Komturei Nemerow 1701 Gründungsbestandteil des Herzogtums Mecklenburg-Strelitz.
Klein Nemerow: Die Nemerower Johanniter-Komturei blieb nach der Reformation noch bis 1552 katholisch bis Herzog Johann Albrecht I. Joachim von Holstein aus Ankershagen als Komtur einsetzte, der den Orden säkularisierte. 1648 kam sie zu Mecklenburg-Güstrow und 1701 an das neue Herzogtum Mecklenburg-Strelitz. Als Domäne war sie zunächst ein selbständiges Amt und kam  1794 zum Amt Stargard.  1886 entstand das bestehende Gutshaus. 1932 wurde das Gut durch die Deutsche Siedlungsbank aufgesiedelt. Die Familie Bruno Thamm übernahm das Gutshaus und baute es 1933 zur Fremdenpension und Ausflugsgaststätte Haidehof um, das 1997 zum Seehotel Heidehof erweitert wurde. Der Ort wurde am 1. Juli 1950 eingemeindet.
Groß Nemerow war ein Angerdorf mit knapp 20 Bauerngehöften, die später vererbpachtet wurden. In den 1920er Jahren wirtschafteten hier 14 Erbpächter und 15 Büdner.

Eine aus dem 14. Jahrhundert stammende Dorfkirche als gotischer Feldsteinquaderbau mit deutlich jüngerem Fachwerkturm kündet bis heute von langer kirchlicher Geschichte des mittelalterlichen Pfarrortes. Bis 1671 hatte Groß Nemerow eine selbständige Pfarre. Später war der Ort nach Prillwitz eingepfarrt. Seit 1748 ist sie Filialkirche von Ballwitz.
Im Jahre 1910 wurde durch das (Teil-)Herzogtum Mecklenburg-Strelitz ein gräfliches Geschlecht von Nemerow geschaffen und am 26. Januar 1910 in Neustrelitz registriert. Erste und einzige Gräfin von Nemerow war Marie (May), Tochter des Georges Jametel und der Marie von Mecklenburg-Strelitz. Marie (May) war eine adelsrechtlich nicht ebenbürtige Enkelin des Strelitzschen Großherzogs Adolf Friedrich V., die man auf diese Weise in den Grafenstand lancierte.
Zu DDR-Zeiten wurde Groß Nemerow zum sozialistischen Musterdorf ausgebaut und besitzt noch heute eine gute Infrastruktur (große Gewerbegebiete, Kindergarten, Einkaufsmöglichkeiten). Die staatliche Grundschule wurde mit Ende des Schuljahres 2005/2006 geschlossen, aber mit dem Schuljahr 2012/2013 wurde wieder eine Grundschule in privater Trägerschaft eröffnet.

## Bevölkerung
| Jahr | Einwohner |
| ---- | --------- |
| 1990 | 0859      |
| 1995 | 1203      |
| 2000 | 1401      |
| 2005 | 1344      |
| 2010 | 1205      |
| 2015 | 1135      |

| Jahr | Einwohner |
| ---- | --------- |
| 2020 | 1150      |
| 2021 | 1160      |
| 2022 | 1157      |
| 2023 | 1124      |

Stand: 31. Dezember des jeweiligen Jahres

## Politik

### Gemeindevertretung
Die Gemeindevertretung von Groß Nemerow besteht aus zehn Mitgliedern. Die Kommunalwahl am 9. Juni 2024 führte bei einer Wahlbeteiligung von 78,7 % zu folgendem Ergebnis:
| Partei / Wählergruppe                  | Stimmenanteil 2019 | Sitze 2019 |  | Stimmenanteil 2024 | Sitze 2024 |
| -------------------------------------- | ------------------ | ---------- |  | ------------------ | ---------- |
| Wählergemeinschaft Groß Nemerow (WGGN) | 80,5 %             | 7          |  | 93,1 %             | 9          |
| Die Linke                              | 14,6 %             | 2          |  | 06,9 %             | 1          |
| CDU                                    | 04,9 %             | 1          |  | –                  | –          |
| Insgesamt                              | 100 %              | 10         |  | 100 %              | 10         |

### Bürgermeister
- 1977–1986: Ruth Oldag
- 1987–1988: H. Johnson
- 1988–1990: Ingo Nagel (parteilos)
- 1990–2024: Wilfried Stegemann (Wählergemeinschaft Groß Nemerow)[9]
- seit 2024: Martin Lembke (Wählergemeinschaft Groß Nemerow)

Bei der Bürgermeisterwahl am 26. Mai 2019 wurde Stegemann ohne Gegenkandidat mit 79,9 % der gültigen Stimmen wiedergewählt.
Bei der Bürgermeisterwahl am 9. Juni 2024 wurde Lembke ohne Gegenkandidat mit 90,8 % der gültigen Stimmen zu seinem Nachfolger gewählt. Seine Amtszeit beträgt fünf Jahre.

### Dienstsiegel
Die Gemeinde verfügt über kein amtlich genehmigtes Hoheitszeichen, weder Wappen noch Flagge. Als Dienstsiegel wird das kleine Landessiegel mit dem Wappenbild des Landesteils Mecklenburg geführt. Es zeigt einen hersehenden Stierkopf mit abgerissenem Halsfell und Krone und der Umschrift „GEMEINDE GROSS NEMEROW • LANDKREIS MECKLENBURGISCHE SEENPLATTE •“.

## Sehenswürdigkeiten
- Naturschutzgebiet Nonnenbachtal
- Kirche aus dem 14. Jahrhundert mit Taufschale
- Heimatstube im ehemaligen Spritzenhaus (um 1800 erbaut)
- Alte Dorfschule

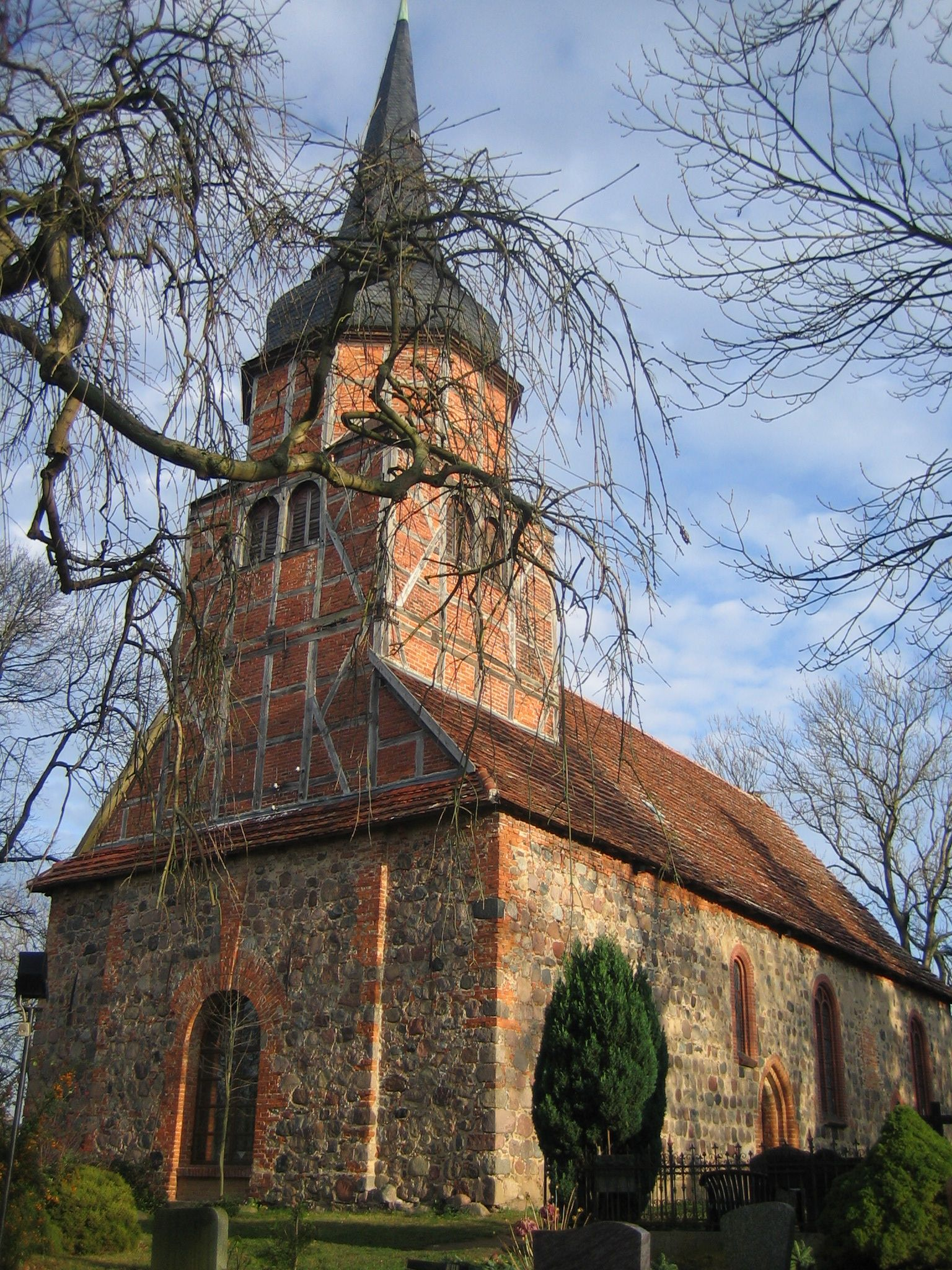
Dorfkirche Groß Nemerow (Feldstein)
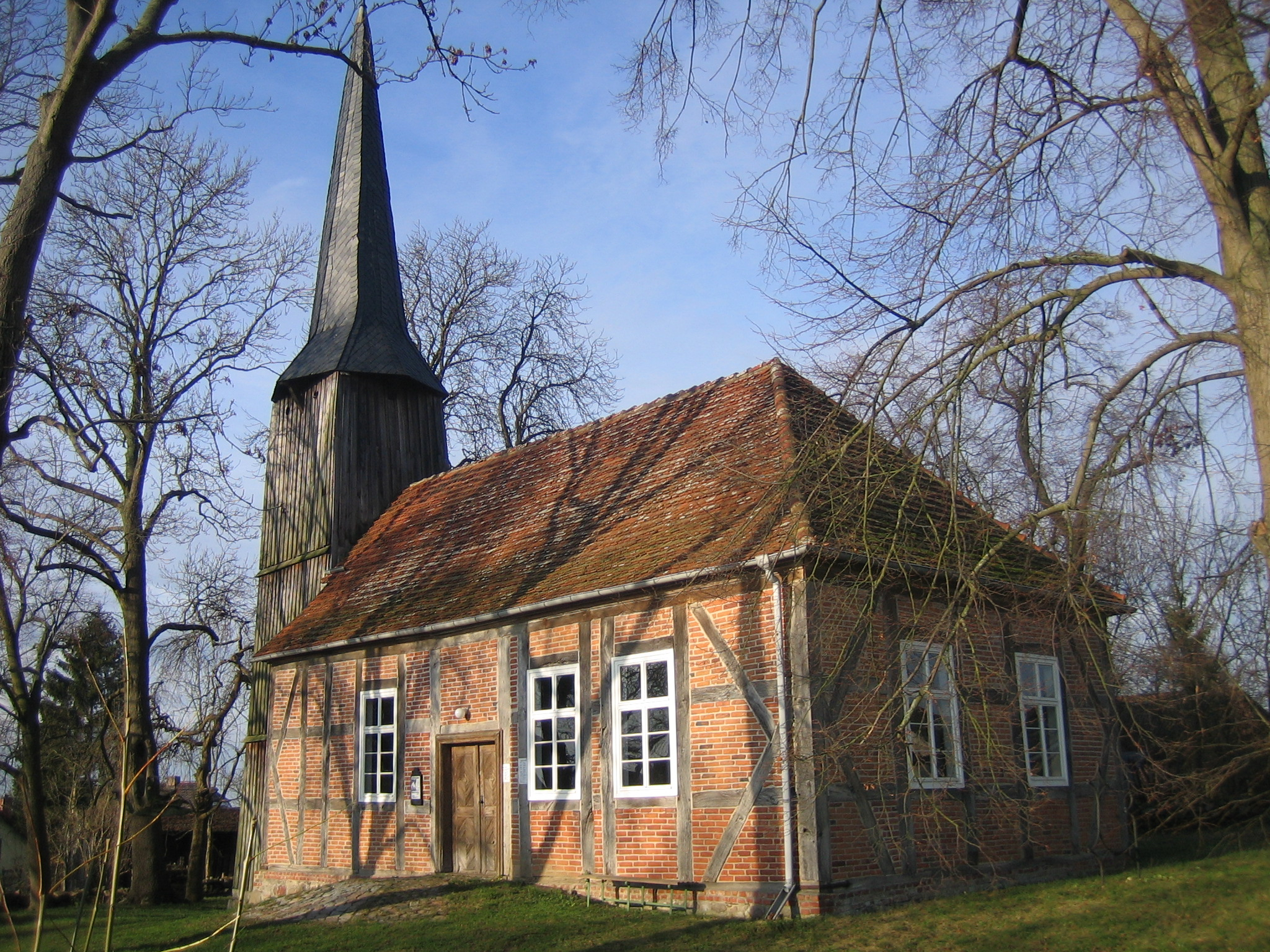
Dorfkirche Zachow (Fachwerk)
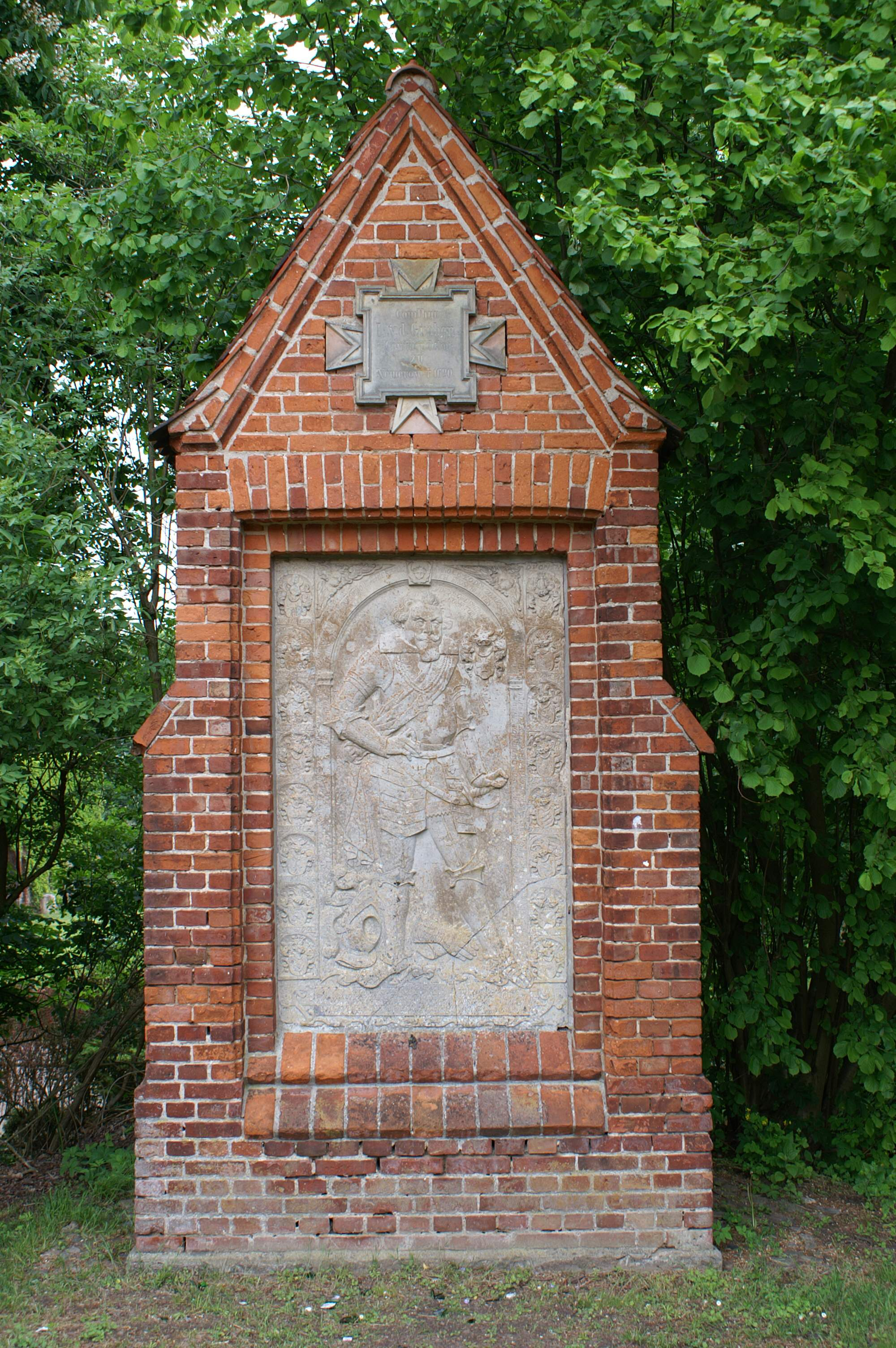
Grabmal des Komturs Ludwig von der Groeben
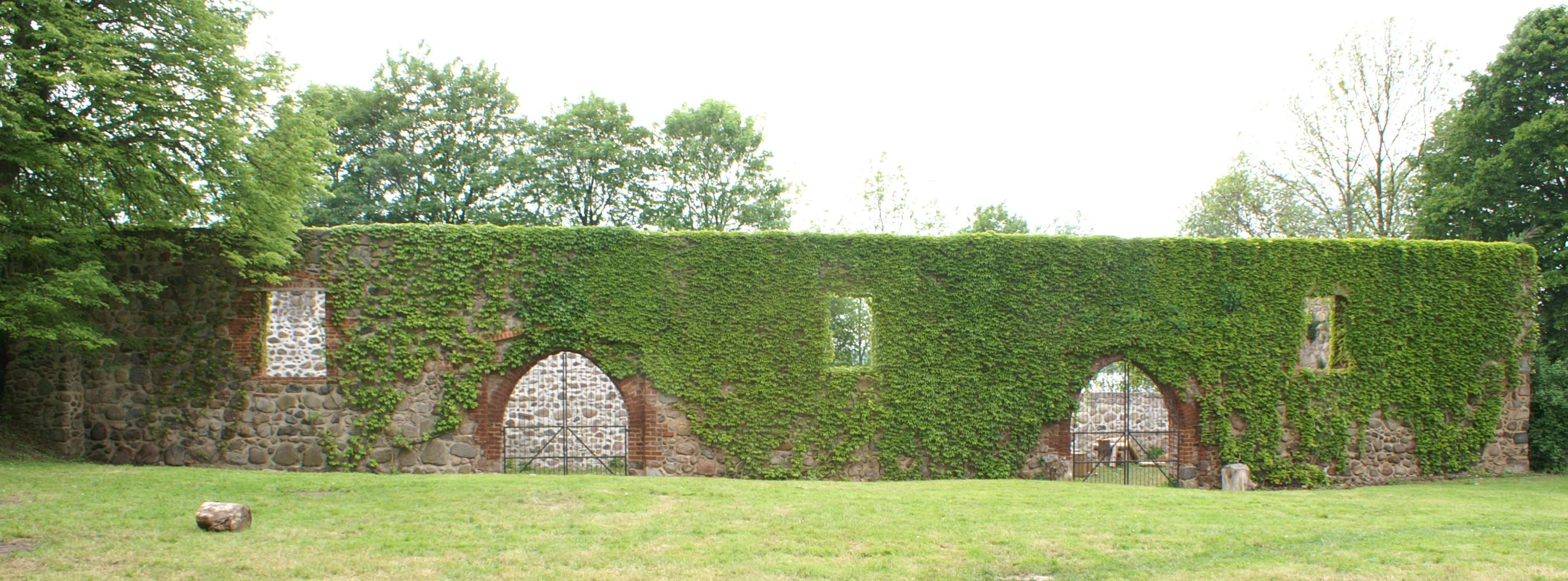
Ruine der Klosterscheune

## Wirtschaft
Der Großteil der Bewohner arbeitet in der Stadt Neubrandenburg. Einen wichtigen Erwerbszweig stellt die Landwirtschaft dar. Einige der Betriebe sind nach der Wende aus der vorhandenen Produktionsgenossenschaft (LPG) hervorgegangen. Zweitgrößter Wirtschaftszweig am Ort ist der Fremdenverkehr. Insbesondere in der Nähe des Tollensesees in den Ortsteilen Klein Nemerow und Tollenseheim befinden sich mehrere Restaurants, ein Golfplatz sowie zwei Hotels.
In Zachow findet jährlich ein internationales Pass-Championat mit Islandpferden statt. Dort befindet sich ebenfalls eine Zucht für Islandpferde. Größter Gewerbebetrieb ist die Firma Weber (Maschinenbau). Eine Spedition befindet sich in Groß Nemerow.

## Verkehr

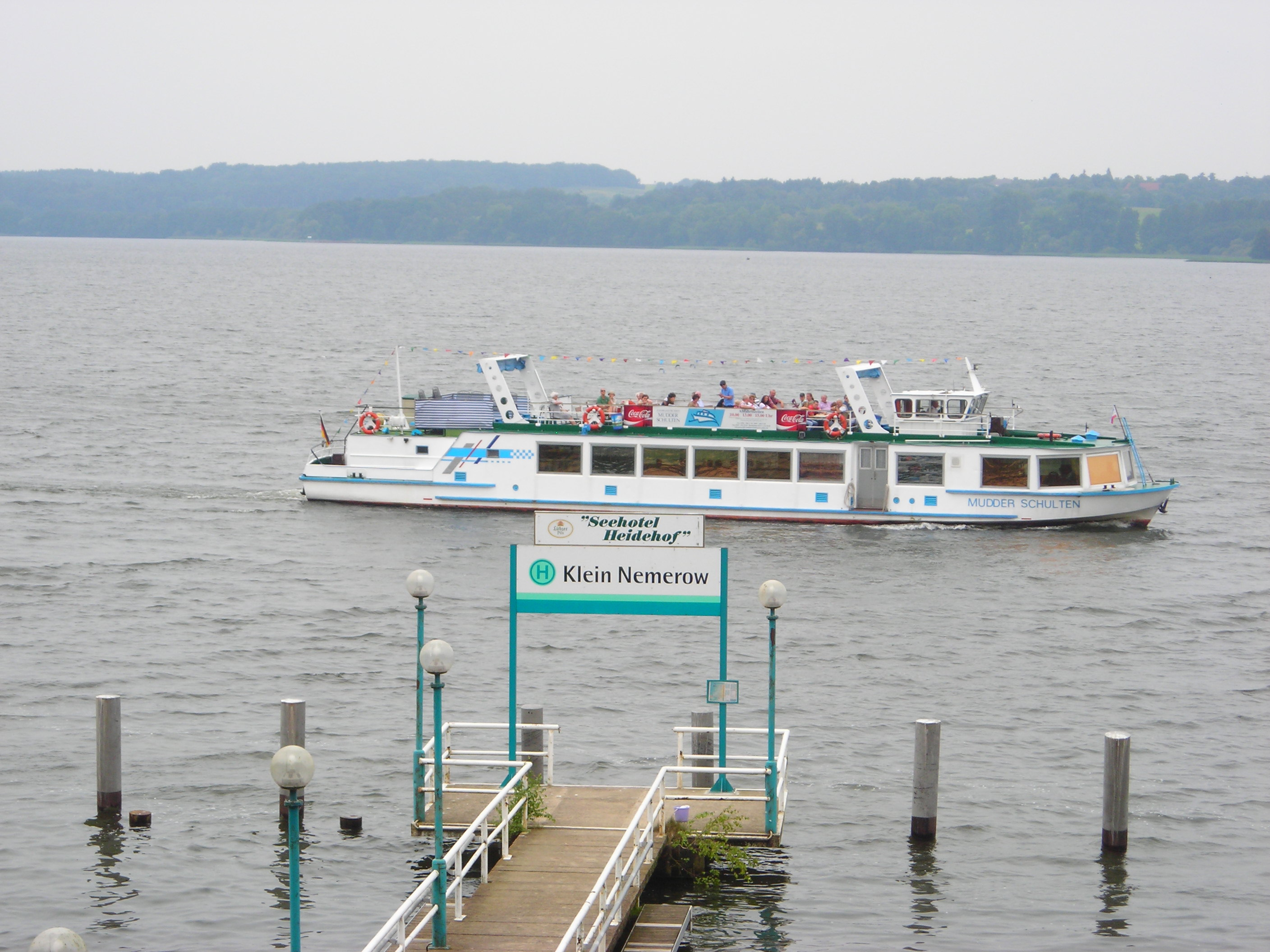
Motorschiff Mudder Schulten am Anleger von Klein Nemerow

Die Bundesstraße 96 führt durch die Gemeinde.
Buslinien von Neustrelitz nach Neubrandenburg sowie von Burg Stargard nach Cammin führen durch den Ort. Der nächste Bahnhof ist Burg Stargard am Abschnitt Neustrelitz–Neubrandenburg der Berliner Nordbahn.
Auf dem 10 km langen und 2,4 km breiten Tollensesee verkehren im Sommer Schifffahrtslinien mit Haltepunkten unter anderem in Neubrandenburg und Prillwitz.

## Persönlichkeiten
- Martin Pohl (1930–2007), Dichter und Schauspieler, auf dem Friedhof in Groß Nemerow beigesetzt
- Aram Radomski (* 1963), Fotograf, Oppositioneller in der DDR, in Groß Nemerow aufgewachsen
- Silvio Witt (* 1978), Politiker (parteilos), Gemeindevertreter in Groß Nemerow